# Sympetalie
Sympetalie, auch Gamo- oder Monopetalie, bezeichnet die Erscheinung, dass in einer Angiospermenblüte Kronblätter (Petalen) bzw. Kronzipfel einer gemeinsamen Röhre aufsitzen. Die Kronröhren (Corollentuben) sind das Ergebnis zu unterschiedlichen Zeitpunkten stattfindender Wachstumsprozesse. Der oft verwendete Begriff „Verwachsung“ ist praktisch, ist aber nicht immer zutreffend, da der Kronröhrenbildung verschiedene entwicklungsgeschichtliche Prozesse zu Grunde liegen. Man unterscheidet späte und frühe Sympetalie (Begriffe early und late sympetaly von Erbar 1991 geprägt).
- späte Sympetalie: Kronblätter werden völlig getrennt voneinander angelegt und kommen erst nachträglich hinter dem dorsalen Stamenansatz in Kontakt entweder durch eine Ausdehnung der Petalenbasen oder durch eine (schlagartige) Meristembrücke.
- frühe Sympetalie: Petalen entstehen auf einem „Ringwall“; durch vermehrte Zellteilung an meist 5 Stellen bilden sich die Kronzipfel; die Stamenprimordien werden später vor den interprimordialen „Schultern“ der Petalen gebildet. Durch kontinuierliches Wachstum bildet sich jeweils der Corollentubus.

Frühe und späte Sympetalie können als morphologisch-ontogenetisches Merkmal in der Systematik herangezogen werden, vor allem im oberen Evolutionsniveau der Angiospermen. Es ist durch tetrazyklische, sympetale Blüten mit unitegmischen, tenuinucellaten Samenanlagen charakterisiert. Frühe Sympetalie ist, soweit untersucht, durchgängig charakteristisch für die Euasteriden II, späte Sympetalie ist bei vielen Vertretern der Euasteriden I zu finden.
Früh sympetale Familien sind beispielsweise Adoxaceae, Dipsacaceae, Asteraceae, Campanulaceae oder Araliaceae.
Spät sympetale Familien sind unter anderem Solanaceae, Plantaginaceae, Lamiaceae, Verbenaceae.